# Josefina Baez
Josefina Baez (La Romana, República Dominicana) es una actriz, escritora, directora y educadora dominicana. Es la fundadora y directora de la Compañía de Teatro Ay Ombe (estd. 1986). Es conocida por su interpretación de los textos Dominicanish y camarada, Bliss no está jugando.
Báez se describe como “una artista, escritora, educadora y directora cuyo trabajo explora el presente y sus encuentros con el pasado y el futuro”. Participó en varios festivales de teatro y viajes a nivel mundial y a la realización de talleres y retiros Ay Ombe teatro.

## Obras

### Escrito
- Dominicanish
- Camarada, la dicha no está jugando/Comrade, Bliss Ain't Playing (en español e inglés) y traducido exquisitamente al francés por Sophie Mariñez:[2] Comarade, Le bonheur ne joue pas
- Dramaturgia I & II
- Como la Una/Como Uma (en español y portugués)
- Levente no. Yolayorkdominicanyork.

Las obras de Báez se han publicado en la revista Forward Motion (NYC), Brújula/Compass (Latin American Writers Institute (Nueva York), Ventana Abierta (Universidad de California), Tertuliano/Hanging Out (Antología de la República Dominicana las mujeres escritoras en Nueva York), Vetas (República Dominicana), las conexiones del Caribe: Moviéndose hacia el norte (NECA/ Washington, Dominicanish (NYC) y el Beacon Press Antología de 2011.
Dominicanish se ha llevado a cabo varias veces a nivel internacional en los últimos diez años. El Texto ha sido traducido al bengalí

### Temas
Báez trabaja mucho con temas como las identidades raciales y étnicas, as preocupaciones mundiales, la espiritualidad y la psicología. En su propia interpretación: 

Sonido y silencio|                                           Movimiento y Quietud |                                       Movimiento y Quietud |                                                 Sonidos|                                              Los colores y sus silencios|                                           Todas las Texturas|                                   Las gamas de los Colores|                          Natación en todas las posibilidades de texturas|                            Melodías|                                                   encuentros POSIBLES|
Una revisión de camarada, la dicha no está jugando describe la obra como “un viaje intimo con una vulnerabilidad de la hermosa”
Ganador del Premio Pulitzer Junot Díaz ha dicho sobre Báez.

Josefina Baez ha estado rompiendo corazones y mentes abiertas por as de años de lo que puedo contar. Ella es uno de los mejores artistas de la América del Norte y ella es, sin lugar a dudas, una de mis escritores favoritos. Ella es una espada bañada en llamas, es una maravilla. Levemente yolayorkdominicanyork es su trabajo mas fino todavía.

### Rendimiento Autología
Josefina Báez también ha creado un sistema del arte, basado en su propio aprendizaje, llamado “Desempeño Autología©” se ha descrito como:
“se acerca el proceso creativo de la autobiografía del autor. Técnicamente mantuvo hasta la médula, en este camino se desarrolla en la sobriedad. Los reinos físicos y mentales y espirituales son investigados y se han nutrido. Fuentes de este estudio incluyen la biomecánica de teatro, yoga, las meditaciones, la caligrafía, la danza del mundo, la música, la literatura, el teatro, la cultura popular, la cultura del té, el arte del video, sociales, ciencias de la salud y la curación entre otros.

## Retiros
Ay Ombe Báez organiza retiros de teatro a nivel internacional. Los retiros de Ay Ombes Se han celebrado en:
- Christchurch, Nueva Zelanda: febrero de 2004;
- Pirque y Miravalle, chile: febrero de 2005, abril de 2006, noviembre de 2007;
- Bangalore, India: enero de 2009;
- Nueva York, EE.UU: agosto de 2009.

## Actuaciones
En el 2009 Báez desempeño de Dominicanish que marco su 10° aniversario y se llevó a cabo en el Harlem Stage, Nueva York, 6-8 de noviembre de 2009.
Se trata de cuestiones de migración y absorción de nuevas culturas. Báez basa una gran medida de sus propias experiencias como inmigrante de la República Dominicana. La obra de una mujer que está dirigida por Claudio Mir y fue acompañado por la trompeta musical de Ross Hulff.
El espectáculo, bajo el título “OM es de 10” fue sugerido por un académico simposio “Dialogo Dominicanish” organizado y coordinado por Esther Hernández (Universidad Brown). Los participantes fueron: Conrad James (Universidad de Birmingham, Reino Unido), Arturo Victoriano (Universidad de Toronto, Canadá), Danny Méndez (Universidad Estatal de Míchigan), Sophie Maríñez (CUNY Graduate center), Néstor Rodríguez (Universidad de Toronto, Canadá, Merle Collins (Universidad de Maryland, EE.UU) y Percy Encinas (Universidad Científica del sur, Perú).